# كفر مكاوي
قرية كفر مكاوى هي إحدى القرى التابعة لمركز الزقازيق في محافظة الشرقية في جمهورية مصر العربية. حسب إحصاءات سنة 2006، بلغ إجمالي السكان في كفر مكاوى 3230 نسمة، منهم 1642 رجل و1588 امرأة.